# Pukul Tifa
Pukul Tifa (Maleis voor op een trommel slaan) is het tweede studio-album van de Nederlands-Molukse band Massada. Het verscheen in mei 1979 en werd in februari en maart van dat jaar opgenomen in de Relight-studio in Hilvarenbeek. Op de hoesfoto staan de bandleden afgebeeld als indianen met ontblote bovenlijven.
Verschil met voorganger Astaganaga was dat het album voornamelijk instrumentale nummers bevatte waaronder de single Arumbai. Impulse of rhythm en There's no time to return (met gastbijdrage van percussionist Nippy Noya) werden bij veel concerten uitgevoerd als gecombineerd openingsnummer van bijna een kwartier. De oorspronkelijke versie van het album sluit af met de enige twee zangnummers; het op single uitgebrachte Unknown Destination en Fathers Within One Father, een compositie van percussionist Zeth Mustamu (de latere predikant van de Molukse Evangelische Kerk). 
Pukul Tifa werd in de jaren 90 op cd heruitgebracht met de laatste drie nummers als openingstrits en de hit Feelin' Lonely uit 1980 als toegevoegde afsluiter.

## Tracklijst

### Kant A
1. Impulse of Rhythm (3:16)
2. There's No Time to Return (8:20)
3. Fathers Within One Father (5:05)

### Kant B
1. Arumbai (4:31)
2. Tjakalélé! (1:26)
3. Unknown Destination (8:16)
4. Air Mata Tumpa (4:04)

### CD-heruitgave
1. Arumbai (4:31)
2. Tjakalélé! (1:26)
3. Unknown Destination (8:16)
4. Air Mata Tumpa (4:04)
5. Impulse of Rhythm (3:16)
6. There's No Time to Return (8:20)
7. Fathers Within One Father (5:05)
8. Feelin' Lonely